# Marcell Jansen
Marcell Jansen (ur. 4 listopada 1985 w Mönchengladbach) – niemiecki były  piłkarz grający na pozycji lewego obrońcy. Brązowy medalista Mistrzostw Świata 2006, Mistrzostw Świata 2010, srebrny medalista Mistrzostw Europy 2008.

## Kariera klubowa
Marcell Jansen jest wychowankiem Borussii Mönchengladbach, w której trenował od 1993 roku. Do pierwszej kadry został włączony w 2004 roku, a w 2007 roku razem z zespołem spadł do 2. Bundesligi. Następnie przeszedł do Bayernu Monachium, z którym zdobył mistrzostwo Niemiec, Puchar Niemiec oraz Puchar Ligi Niemieckiej. W sierpniu 2008 roku za osiem milionów euro trafił do klubu Hamburger SV, z którym podpisał pięcioletnią umowę. 7 lipca 2015 w wieku 29 lat zakończył karierę sportową.

## Kariera reprezentacyjna
W reprezentacji Niemiec Jansen zadebiutował 3 września 2005 roku w przegranym 0:2 spotkaniu przeciwko Słowacji. Uczestniczył między innymi w Mistrzostwach Świata 2006 (brązowy medal), Mistrzostwach Europy 2008 (srebrny medal) oraz na Mistrzostwach Świata 2010 (brązowy medal).

## Odznaczenia
- Srebrny Liść Laurowy (2006, 2010)[1]